# Curry (saus)
Curry, ook bekend onder de naam currygewürz of currygewürzketchup is een in België, Denemarken, Duitsland en Nederland veel gegeten saus. Het is een kruidige variant van tomatenketchup. In Vlaanderen en Duitsland wordt deze saus curryketchup genoemd.

## Herkomst
De uitvinding van curry wordt toegeschreven aan Herta Heuwer, die op 4 september 1949 in Berlijn-Charlottenburg voor het eerst een gekookte en gebraden worst met een saus van tomatenpuree, kerriepoeder, worcestersaus en andere ingrediënten verkocht. Op 21 januari 1959 werd de saus onder de naam 'Chillup' (een samentrekking van chilisaus en ketchup) bij het Duitse Patent- und Markenamt als merk geregistreerd.

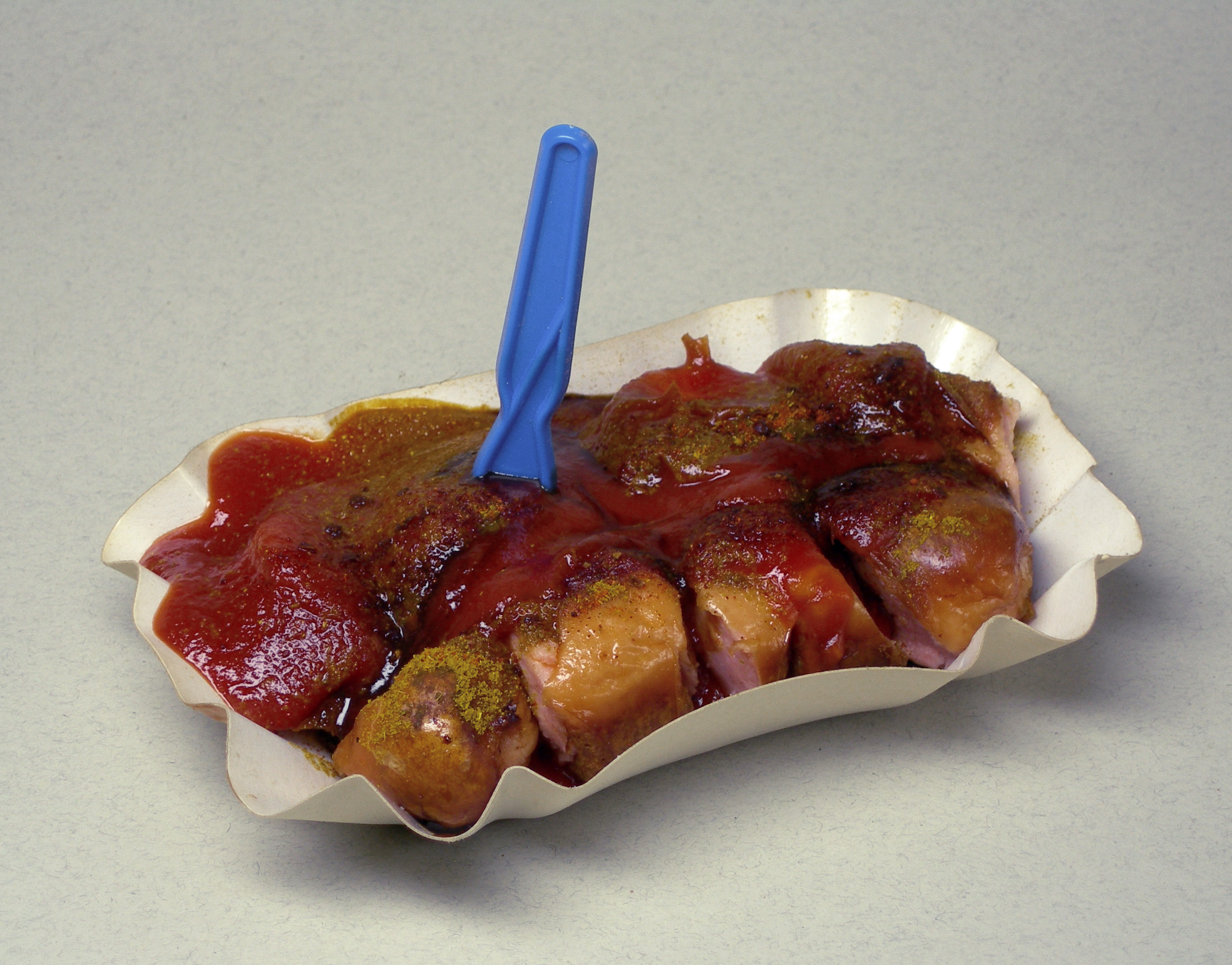
Currywurst geserveerd met currysaus

## Gebruik
In Nederland en België is curry onderdeel van de saus speciaal. Men krijgt dan friet of een snack samen met mayonaise of fritessaus, curry en ui. In Duitsland wordt de saus vooral gegeten bij de currywurst.
Bekende merken die curry produceren zijn onder andere Gouda's glorie, Heinz, Hela, Knorr, Oliehoorn en Remia.